# 着もじ
着もじ（ちゃくもじ）とは、かつてNTTドコモが提供していた第三世代携帯電話 (FOMA) で電話発着信時に、利用できるサービス。

## 概要
- 電話発信者が事前に設定をすることによって、発信したときに着信先の端末に好きなメッセージを表示させることができるサービス。
- 一回の送信に5円（税込み5.25円）がかかる。利用料は無料通話分の適用対象。相手が非対応機種であれば料金はかからない。
- 受信は無料。受信を拒否（非表示）に設定することもできる。
- 10文字まで送信でき、絵文字の利用もできる。
- 着信履歴にも着もじが残るため、後から確認することもできる。

### 着もじ・ホーダイ
- 月52.5円支払うことで定額制で着もじを利用できるサービス
- 2008年9月1日よりサービス提供開始
- 2010年12月2日に新規お申込み受付終了

## 実態
2006年5月にサービスを開始したが、利用者数は低迷した。こうした流れを受けドコモは2011年6月30日をもって、サービスを終了すると発表した。サービス終了に先立ち、定額制サービス「着もじ・ホーダイ」の新規申込受付は2010年12月2日に終了した。

## 利用可能機種
以下の機種間のみで利用可能である
- 新型番シリーズの一部機種
- 906iシリーズの全機種
- 905iシリーズの全機種およびN905iBiz、F905iBiz
- 904iシリーズの全機種
- 903iシリーズの全機種およびF903iBSC
- 902iSシリーズの全機種およびSH902iSL、N902iX、N902iL
- 706iシリーズの全機種（ただしNM706i、L706ieは利用できない）
- 705iシリーズの全機種（ただしNM705i、L705iX、L705iは利用できない）
- 704iシリーズの全機種（ただしL704iは利用できない）
- 703iシリーズの全機種
- D702iF、P702iD、SH702iS、D800iDS、F801i

## 歴史
- 2006年5月30日 - SH902iSの発売と同時にサービス開始
- 2007年9月1日 - 着もじの無料キャンペーンとユニークな着もじコンテストを実施
- 2008年8月1日 - 無料キャンペーンを8月1日から8月31日にかけて実施
- 2008年9月1日  - 着もじ・ホーダイを提供開始
- 2010年12月2日  - 着もじ・ホーダイの新規お申込み受付終了
- 2011年6月30日 - サービス終了